# Hyles silesiana
Hyles silesiana är en fjärilsart som beskrevs av Wladasch. Hyles silesiana ingår i släktet Hyles och familjen svärmare. Inga underarter finns listade i Catalogue of Life.